# Кленовое (Тульчинский район)
Кленовое (укр. Кленове) — село на Украине, находится в Тульчинском районе Винницкой области.
Код КОАТУУ — 0524355602. Население по переписи 2001 года составляет 100 человек. Почтовый индекс — 23614. Телефонный код — 4335.
Занимает площадь 0,45 км².

## Адрес местного совета
23614, Винницкая область, Тульчинский р-н, пгт. Шпиков, ул. Липина, 3